# Vernéřovice
Vernéřovice (en allemand : Deutsch Wernersdorf) est une commune du district de Náchod, dans la région de Hradec Králové, en Tchéquie. Sa population s'élevait à 318 habitants en 2022.

## Géographie
Vernéřovice se trouve près de la frontière polonaise, à 23 km au nord-nord-est de Náchod, à 54 km au nord-est de Hradec Králové et à 141 km à l'est-nord-est de Prague.
La commune est limitée par la Pologne au nord, par Meziměstí à l'est, par Jetřichov au sud-est, par Meziměstí au sud et par Teplice nad Metují à l'ouest.

## Histoire
La première mention écrite du village date de 1351.

## Transports
Par la route, Vernéřovice se trouve à 9,5 km de Broumov, à 27 km de Wałbrzych (Pologne), à 29 km de Náchod, à 69 km de Hradec Králové et à 180 km de Prague.